# Rittergut Guthmannshausen

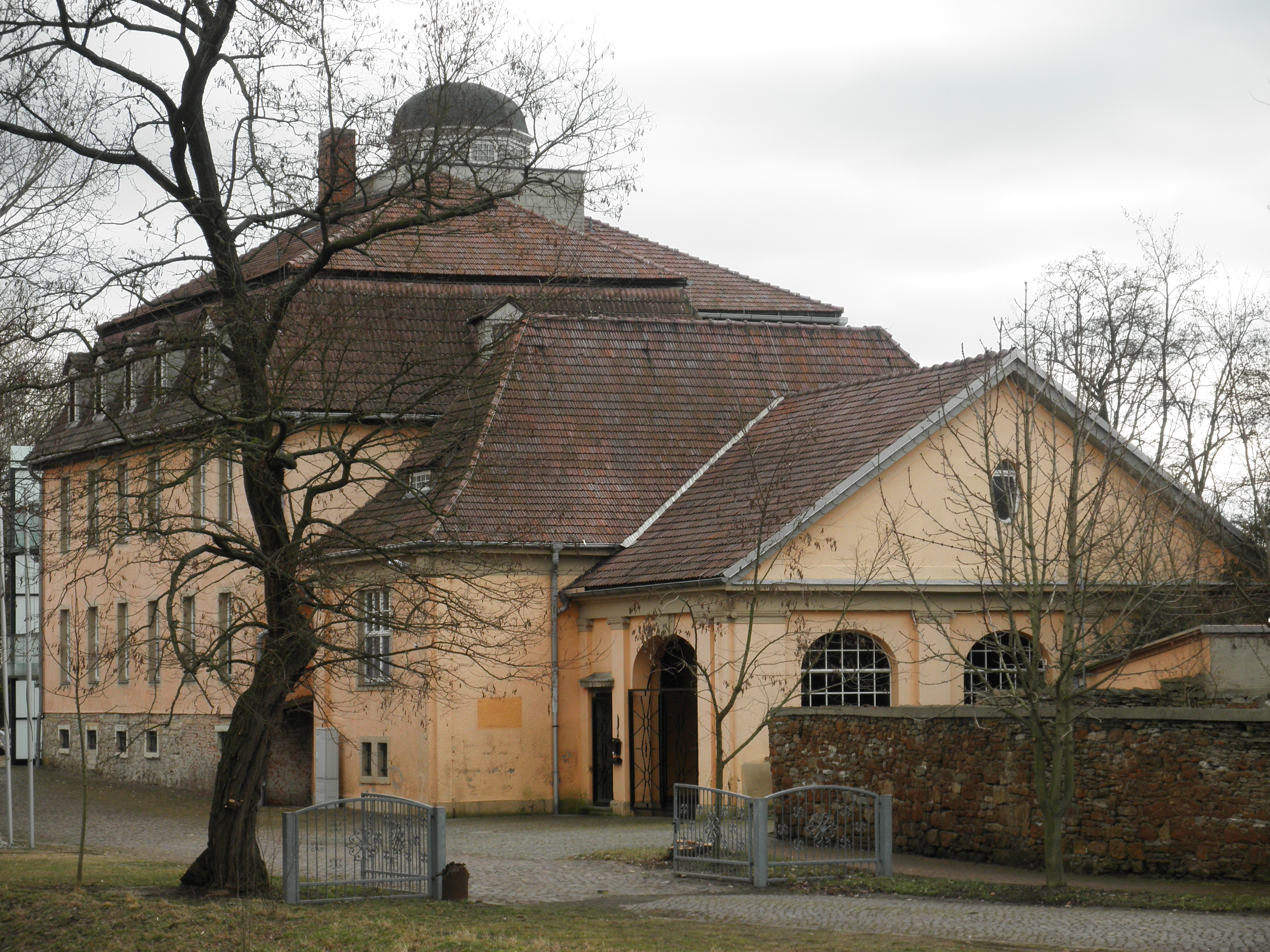
Das Herrenhaus, 2012

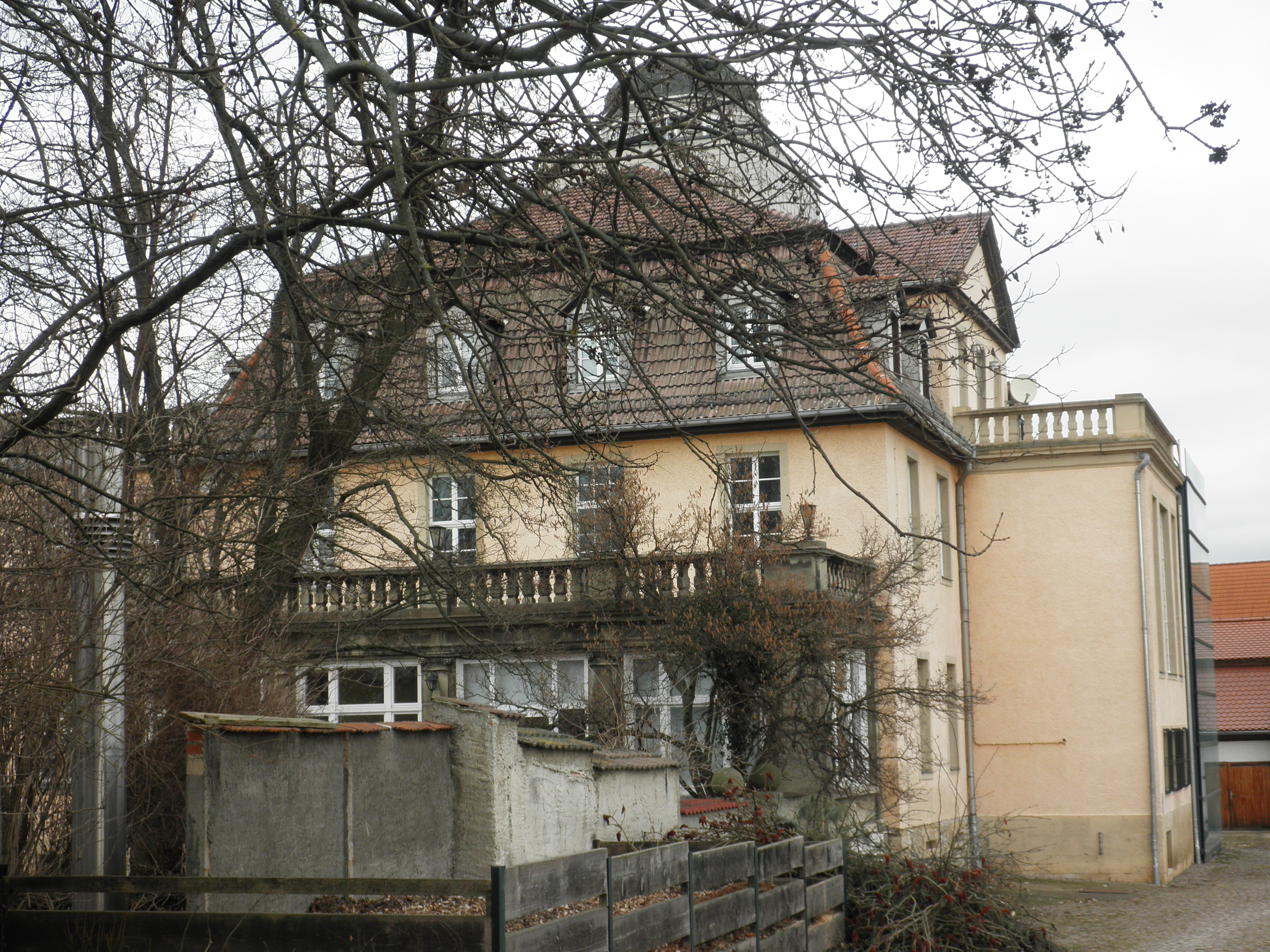
Rückseite des Herrenhauses, 2012

Das Rittergut Guthmannshausen war ein Rittergut in Guthmannshausen im Landkreis Sömmerda in Thüringen. Das unter Denkmalschutz stehende frühere Herrenhaus des Gutes mit 1003 Quadratmeter Wohn- und Nutzfläche galt als ein Wahrzeichen des Ortes und fiel im April 2021 einer Brandstiftung zum Opfer.

## Geschichte des Gutes
Das Herrenhaus des Gutes stammte aus der Zeit um 1700. Im Jahr 1912 ließ es der Kasseler Unternehmer Ernst Cönnich in neobarockem Stil modernisieren und erweitern. Im Inneren entstand eine repräsentative, 15 Meter hohe Halle mit Säulen und Kuppel.

### Enteignung und Nutzung als Bildungszentrum
1945 erfolgte die entschädigungslose Enteignung des Gutes und des Herrenhauses. 1947 wurde im ehemaligen Herrenhaus die landwirtschaftliche Landesschule des Landes Thüringen eingerichtet. Damit blieb dem Objekt der Abriss im Zuge des SMAD-Befehls Nr. 209 erspart.
Nach dem Ende der DDR-Diktatur nutzte der Freistaat Thüringen das Objekt bis 2009 als Bildungseinrichtung der Thüringischen Agrar- und Umweltverwaltung. Hierfür war es zunächst dem Thüringer Ministerium für Landwirtschaft und Forsten, später dem Thüringer Ministerium für Landwirtschaft, Naturschutz und Umwelt zugeordnet und wurde noch im Jahr 2000 umfassend renoviert.

### Verkauf an den VereinGedächtnisstätte
Im Mai 2011 verkaufte der Freistaat Thüringen die frühere Landwirtschaftsschule für 320.000 Euro an eine Frau aus Hessen, die es dem rechtsextremen Verein Gedächtnisstätte überließ. Der Verein wurde am 23. Mai 1992 in Vlotho gegründet und hat es sich laut seiner Satzung zum Ziel gesetzt, eine „Gedächtnisstätte für die Opfer des zweiten Weltkrieges durch Bomben, Verschleppung, Vertreibung und Gefangenenlager“ zu schaffen. Die Gründer des Vereins stammen aus dem Umfeld des am 7. Mai 2008 verbotenen rechtsextremen Vereins Collegium Humanum, erste Vorsitzende wurde die mehrfach wegen Holocaustleugnung verurteilte Ursula Haverbeck.
Der Verkauf des Herrenhauses löste ab September 2011 politische Proteste aus. Das für den Verkauf verantwortliche Finanzministerium des Freistaates Thüringen kündigte an, den Verkauf an die rechtsextreme Organisation zu überprüfen. Die damalige Thüringer Landesregierung ließ mitteilen, dass sie erst nach der Übertragung des Eigentums Kenntnis davon erlangt habe, dass die Käuferin Mitglied des rechtsextremen, vom Verfassungsschutz Niedersachsen beobachteten Vereins Gedächtnisstätte sei. Ende April 2013 scheiterte das Land Thüringen vor dem Landgericht Erfurt mit einer Klage auf Rückabwicklung des Verkaufs.
Unter dem Verein Gedächtnisstätte entwickelte sich die Tagungsstätte zu einem bundesweit genutzten Veranstaltungsort für Geschichtsrevisionisten, Holocaustleugner und Nationalsozialisten. Bei der ersten Veranstaltung im September 2011 trat Ursula Haverbeck auf.

Im Garten des Herrenhauses weihte der Verein Anfang August 2014 seine Gedenkstätte für die zivilen deutschen Opfer des Zweiten Weltkrieges ein. Auf zwölf im Kreis um einen Obelisken aus rötlichem Granit herum stehenden anthrazitfarbenen Granitwänden wird mit geschichtsrevisionistischen Inschriften einzelnen deutschen Opfergruppen des Zweiten Weltkrieges mit Opferzahlen auf der Vorderseite und Gedenkworten auf der Rückseite gedacht. Nichtdeutsche Opfer und deutsche Opfer des NS-Regimes werden hierbei ausgespart. Die realistisch geschätzte Zahl von knapp über einer Million ziviler deutscher Todesopfer im Zweiten Weltkrieg wird vom Verein und den Inschriften zu 12 Millionen toten deutschen Zivilisten übersteigert.

### Zerstörung durch Brandstiftung
In der Nacht vom 23. auf den 24. April 2021 wurde das Herrenhaus bei einem Brand, der durch Brandstiftung ausgelöst wurde, schwer beschädigt. Da zeitgleich auch die Stelen der Gedenkstätte mit schwarzer Farbe verunreinigt wurden, besteht die Vermutung einer politisch motivierten Straftat. Der Verein Gedächtnisstätte hat laut seiner Website im April 2021 mit dem Wiederaufbau des Kulturdenkmals begonnen.